# Hipparchia pellucida
Hipparchia pellucida är en fjärilsart som beskrevs av Hermann Stauder 1924. Hipparchia pellucida ingår i släktet Hipparchia och familjen praktfjärilar. Inga underarter finns listade i Catalogue of Life.